# İlqar Əbdürəhmanov
İlqar Əbdürəhmanov (27 marzo 1979) è un ex calciatore azero, di ruolo difensore.

## Carriera

### Club
Ha giocato nella massima serie del campionato bielorusso, kazako e azero..

### Nazionale
Ha esordito con la nazionale azera nel 2004.